# Die Drei von der Müllabfuhr – Baby an Bord
Baby an Bord ist eine deutsche Filmkomödie von Bettina Schoeller Bouju aus dem Jahr 2019. Es handelt sich um den zweiten Film der ARD-Reihe Die Drei von der Müllabfuhr mit den Müllmännern Uwe Ochsenknecht als Werner Träsch, Jörn Hentschel als Ralle Schieber und Daniel Rodic als Tarik Büyüktürk in den Hauptrollen sowie Rainer Strecker, Barnaby Metschurat, Marlene Burow, Lola Liefers und Adelheid Kleineidam in tragenden Rollen. 
Die deutsche Erstausstrahlung des Films erfolgte am 5. April 2019 auf dem ARD-Sendeplatz Endlich Freitag im Ersten.

## Handlung
Während ihrer Tagestour nehmen die Müllmänner Werner Träsch, Tarik Büyüktürk und Ralle Schieber aus einer Wohnung Brandgeruch wahr und schauen nach. Sie treffen auf die noch sehr junge Marie Thieme und ihre Schwester Nele sowie ein Baby. Nele hatte Schuhe im Backofen trocknen wollen. Bei Schichtende finden die Männer auf ihrem Betriebshof einen Kinderwagen vor, in dem der Säugling sitzt, den Werner, Tarik und Ralle am Vormittag bei Marie und Nele Thieme gesehen haben. Sie fahren mit dem Kinderwagen zu der betreffenden Wohnung, treffen dort jedoch niemanden an. Da Werner mit Gabi vom Imbiss zu einem Kinobesuch verabredet ist, müssen sich seine beiden Kollegen um das Kind kümmern. Er hat sich aber so sehr verspätet, dass es für den Kinobesuch zu spät ist. Kurz nach ihm treffen auch Tarik und Ralle mit dem Baby ein, das von Werner gewickelt wird. Ein weiterer Versuch einige Zeit später, bei den Thiemes jemanden anzutreffen, schlägt wiederum fehl. Werner überlegt zwar die Polizei einzuschalten, Tarik und Ralle wollen die Kleine jedoch erst einmal selbst versorgen. Das Trio befürchtet, dass die Familie Schwierigkeiten mit dem Jugendamt bekommen könnte wegen Vernachlässigung der Aufsichtspflicht.
Als die 16-jährige Marie abends nach Hause kommt, ist Lea, ihre kleine Tochter, verschwunden. Marie wohnt mit ihrer jüngeren Schwester, der siebenjährigen Nele und ihrem Vater Frank, der als Taxifahrer wenig zu Hause ist, zusammen. Nele erzählt ihr, dass sie Lea zu den Müllmännern gebracht habe, da Marie überhaupt keine Zeit mehr für sie habe, seit Lea da sei. Marie rennt zum Betriebshof der Berliner Müllabfuhr, wird aber von einem angetrunkenen Pförtner nicht ernst genommen. Wenig später trifft ihr Vater dort ein und kann zumindest erreichen, dass der Pförtner ihm sagt, wann die erste Tour der Müllmänner frühmorgens beginnt. 
Da ihr Vorgesetzter Rüdiger Dorn frühmorgens eine neue Dienstanweisung verfügt und Chefdisponent Gerald eine neue Tagesroute ausgibt, schlägt die Absicht des Trios fehl, das Baby bei seiner Tour am Morgen schnell bei den Thiemes abzuliefern. Und so sieht man ein Müllfahrzeug durch Berlin fahren, an dessen Bord sich ein Baby befindet. Natürlich wird das auch der Polizei zugetragen, die auch prompt auftaucht und auch das Ordnungsamt tritt auf den Plan. Da Werner und seine Freunde wissen, dass Marie große Schwierigkeiten mit dem Jugendamt bekommen könnte, zögern sie, den wahren Sachverhalt offenzulegen. Es kommt aber, wie es kommen muss, Frau Meysel, eine Sozialarbeiterin, schaltet sich ein und sorgt für Aufregung auf allen Seiten. Letztendlich gelingt es aber eine Lösung zu finden, mit der alle Beteiligten gut leben können und die der kleinen Lea gerecht wird.

## Produktion, Hintergrund

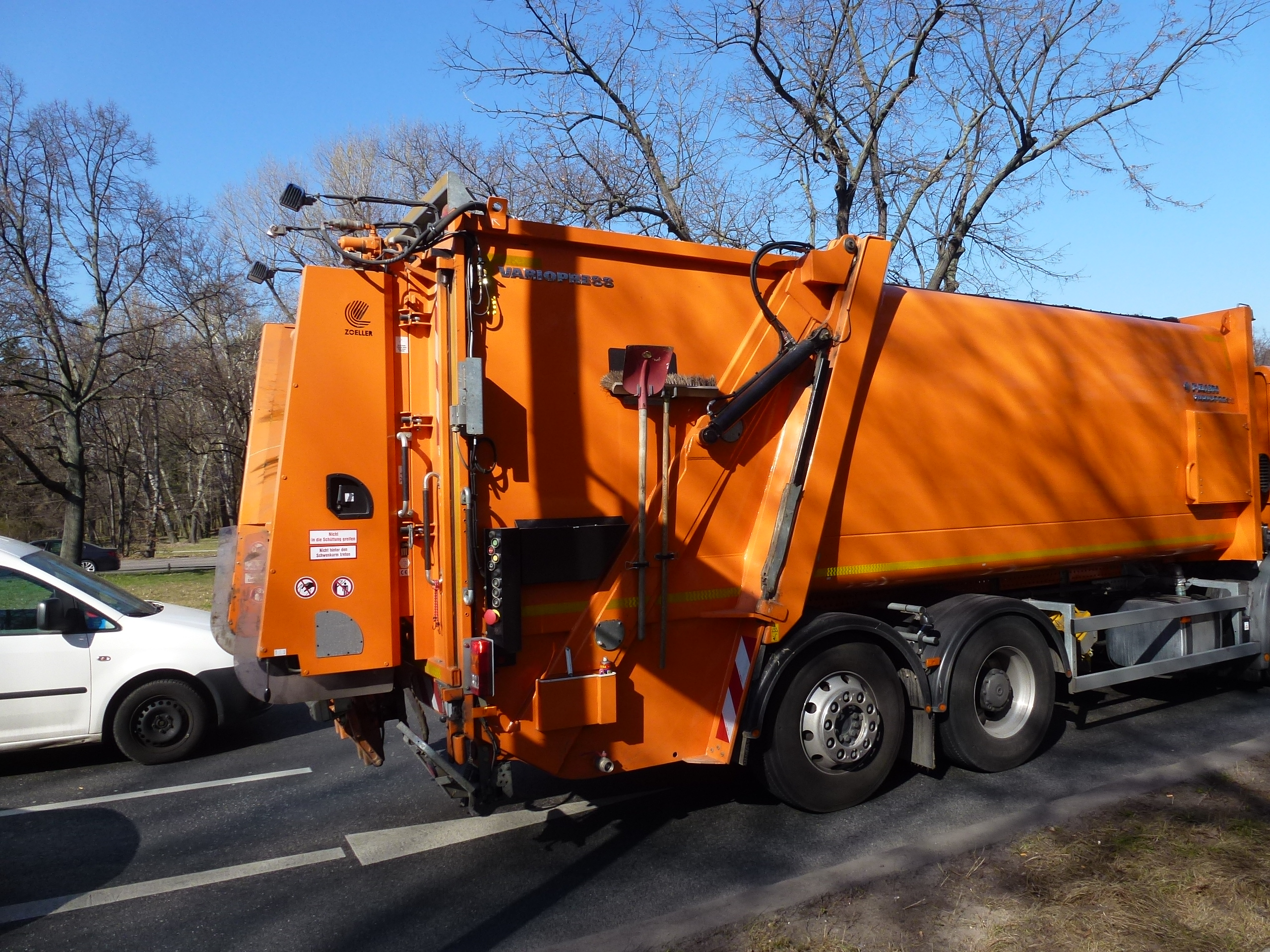
Fahrzeug der Berliner Stadtreinigung

Baby an Bord wurde vom 5. November bis zum 6. Dezember 2018 in Berlin und Umgebung gedreht. Produziert wurde der Film von der Bavaria Fiction im Auftrag der ARD Degeto (Redaktion: Barbara Süßmann) für Das Erste.
Daniel Rodic verkörpert in dieser Folge den türkischstämmigen Müllmann Tarik Büyüktürk zum zweiten und gleichzeitig letzten Mal. Er entschied sich, das Angebot anzunehmen, den Krankenpfleger Kiran Petrescu in der ARD-Krankenhausserie In aller Freundschaft – Die Krankenschwestern zu spielen. Als sein Nachfolger wurde der Schauspieler Aram Arami ausgewählt.
Auf die Frage, wie Ralle und Tarik, die kurzfristig als Väter eingesprungen sind, mit dieser großen Verantwortung umgegangen seien, meinte Jörn Hentschel, auch wenn so einiges schiefgelaufen sei und sie aus Unwissenheit Fehler gemacht hätten, könnten sie richtig gute Väter sein. Sie kümmerten sich um das Baby als wäre es ihr eigenes Kind.

## Rezeption

### Einschaltquote
Der Film konnte bei seiner Erstausstrahlung 3,68 Millionen Zuschauer verbuchen. Der Marktanteil lag bei 12,4 Prozent.

### Kritik
Die Kritiker der Fernsehzeitschrift TV Spielfilm zeigten mit dem Daumen nach oben, vergaben für Humor zwei und für Action und Spannung je einen von drei möglichen Punkten und stellten fest: „Die Komödie unterhält mit beschwingtem Ton, und ein süßes Baby ist auch dabei.“ Fazit: „Die drei haben viel Herz und Schnauze“.
Rainer Tittelbach von tittelbach.tv gab dem Film 4½ von 6 möglichen Sternen und meinte: „Endlich eine Unterhaltungsfilmreihe, in der anders geholfen wird als in den Fernsehkliniken, -praxen und -beratungsstellen: nicht professionell, sondern im Vorbeigehen – oder besser: im Vorbeifahren. In ‚Die Drei von der Müllabfuhr‘ […] sind kernige Typen in orangefarbenen Overalls am Werk, die mit offenen Augen durch Berlin fahren. Der Arbeitsplatz als ein Ort der Gemeinschaft, der Kiez als Biotop für Nächstenliebe, Moral & gesunden Menschenverstand, dazu drei Helden als eine Art zwischenmenschliche Feuerwehr: Das alles versprüht mehr als nur einen Hauch von Sozialromantik – und das Ganze hätte leicht auch naiv & kitschig werden können.“ Es sei hier „die gelungene Mischung aus Alltagsthemen und einer beiläufigen Erzählweise, die die Musik“ mache. „Herzstück“ sei „die stimmige Besetzung rund ums Zugpferd Ochsenknecht“. […] „Fortsetzungen“ seien „erwünscht“, schrieb der Kritiker abschließend.
Hans Czerny war im Fernsehmagazin Prisma zwar der Meinung, dass das „neue ARD-Format durchaus seinen Charme“ habe, aber „unter einem Mangel an Mut und Einfällen“ leide. Leider sei die Folge „ein bisschen zu sehr auf ein Alles-wird-gut-Feeling getrimmt“. Wenn Längen drohten, dürfe Ochsenknecht „alleine vor sich hintanzen oder sich einfach mal der Selbstfindung ergeben“. Das alles habe „den Charme des Unfertigen“, bleibe aber „aus Mangel an Mut und Einfällen irgendwo auf halber Strecke stehen, sodass es erst mal Daumen drücken und gucken“ heiße, „damit die sich trashig gebende Müllserie frei nach dem Berliner Müll-Motto: ‚Eimer liebt dich!"‘ irgendwie auch weiterlaufe“.
Lars von der Gönna konnte den ersten beiden Filmen der Serie in der Berliner Morgenpost überhaupt nichts abgewinnen und stellte fest: „Die ARD will ihre Zuschauer freitags mit ‚Die Drei von der Müllabfuhr‘ erheitern. Am Ende hat man aber nur Angst vor weiteren Folgen.“ Weiter führte er aus: „Was die Bespaßung durch bewegte Bilder betrifft, scheint den Deutschen die Drei eine magische Zahl“, und verwies auf die Filmtitel Die Drei von der Tankstelle, Drei sind einer zu viel und die Drei Damen vom Grill. Das sei zwar „viel Rückenwind für Die Drei von der Müllabfuhr“, helfe aber nicht. Sie seien „ein ganz flaches Häufchen“. Man fürchte sich, „dass dieser Schrott in Serie“ gehe. Das „Dreigestirn der Protagonisten“ stehe „fürs Erwartbare des Ganzen“. Das beginne schon mit dem müden Witz der Namen. Charaktere, wie die drei Hauptfiguren, kenne man „von Kinderdetektiv-Geschichten für Leser ab Sieben“. […] „Volle Windeln müssen ja auch in den Müll, warum also kein Fernsehen daraus machen?“ Fazit: „Endlich Freitag, heißt das Motto des Sendeplatzes. Nach Sichtung seufzt man eher: endlich vorbei.“